# Lillers Communal Cemetery and Extension
Le Lillers Communal Cemetery and Extension est un cimetière de la Première Guerre mondiale situé à Lillers dans le département français du Pas-de-Calais.

## Histoire
Dans la ville, il y avait, de l'automne 1914 à avril 1918, des bureaux des quartiers généraux des forces du Commonwealth et un hôpital utilisé de temps à autre par les 6e, 9e, 18e, 32e, 49e et 58e Casualty Clearing Station (en). Les victimes étaient enterrées dans une partie du cimetière communal. En avril 1918, à cause de l'avancée des Allemands jusqu'à Robecq. Les victimes ont été enterrées dans l'extension au fond du cimetière.

## Sépultures
| Pays           | Sépultures (Communal) | Sépultures (Extension) |
| -------------- | --------------------- | ---------------------- |
| Royaume-Uni    | 64                    | 697                    |
| Canada         | 2                     | 42                     |
| Australie      | 3                     | 1                      |
| Afrique du Sud | 1                     | 1                      |
| Inde           | 1                     | 153                    |
| France         | -                     | 15                     |
| Total          | 71                    | 909                    |
| Total          | 980                   |                        |

## Pour approfondir